# Jim Lachey
James Michael Lachey (St. Henry, Ohio; 4 de junio de 1963) es un exjugador de fútbol americano. Jugó en la posición de tackle izquierdo por diez temporadas en la National Football League para los equipos San Diego Chargers, Los Angeles Raiders y Washington Redskins desde 1985 hasta 1995, perdiéndose toda oportunidad de jugar durante toda la temporada de 1993 por una lesión en una rodilla.
Lachey se graduó de la escuela St. Henry High School y fue a estudiar y a jugar en el equipo de fútbol americano universitario de Ohio State donde jugó como guard, llegando a ser campeón de la Big 12 Conference en 1984, jugando en el Rose Bowl en contra de USC, perdiendo por marcador de 20-17. 
Fue seleccionado en la primera ronda del draft de 1985, como la 12.ª selección global por los San Diego Chargers, donde fue movido a la posición de tackle izquierdo para proteger el lado ciego del quarterback Dan Fouts. 
Tres años más tarde fue canjeado de equipo en dos ocasiones en cinco semanas: primero a los Raiders por el tackle John Clay y una selección de draft y al final de la primera semana de la temporada de 1988 fue cambiado a los Redskins por el quarterback Jay Schroeder y dos selecciones de draft, donde terminó su carrera profesional. 
En tres ocasiones fue seleccionado al Pro Bowl; en 1987 con los Chargers, y en 1990 y 1991 con los Redskins, donde fue miembro de la afamada línea ofensiva de los Skins conocida como "Los Cerdos."  Ayudó a Washington a ganar el Super Bowl XXVI en contra de los Buffalo Bills por marcador de 37-24. También fue elegido en tres ocasiones como All-Pro. Se retiró en 1995. 
El 13 de junio de 2002 fue seleccionado por un panel de varios exjugadores y periodistas como uno de los 70 Más Grandes Redskins. 
Actualmente Lachey trabaja como comentarista de radio de los partidos de fútbol americano de Ohio State  y escribió un libro llamado Jim Lachey: The Ultimate Protector.